# Boxcab-Lokomotive

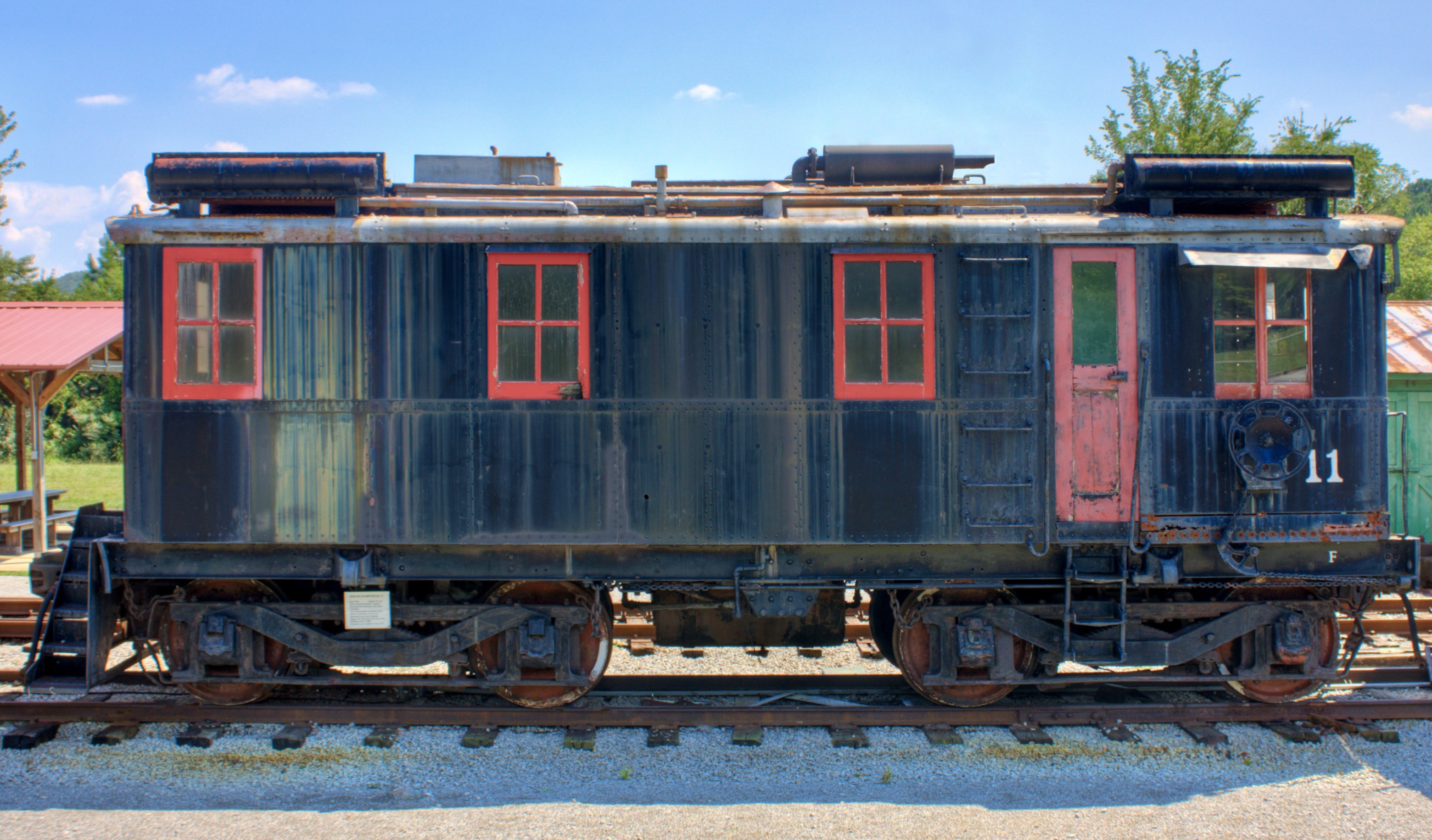
Erhaltene ALCO-Boxcab-Lokomotive

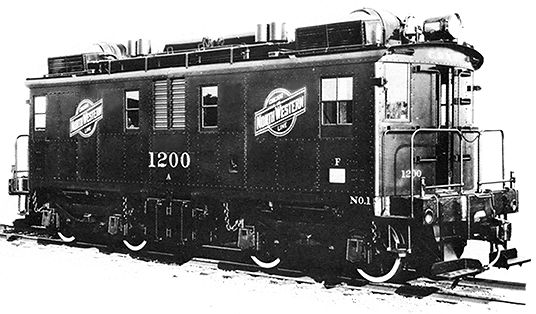
GE-Boxcab der Chicago and North Western Railway

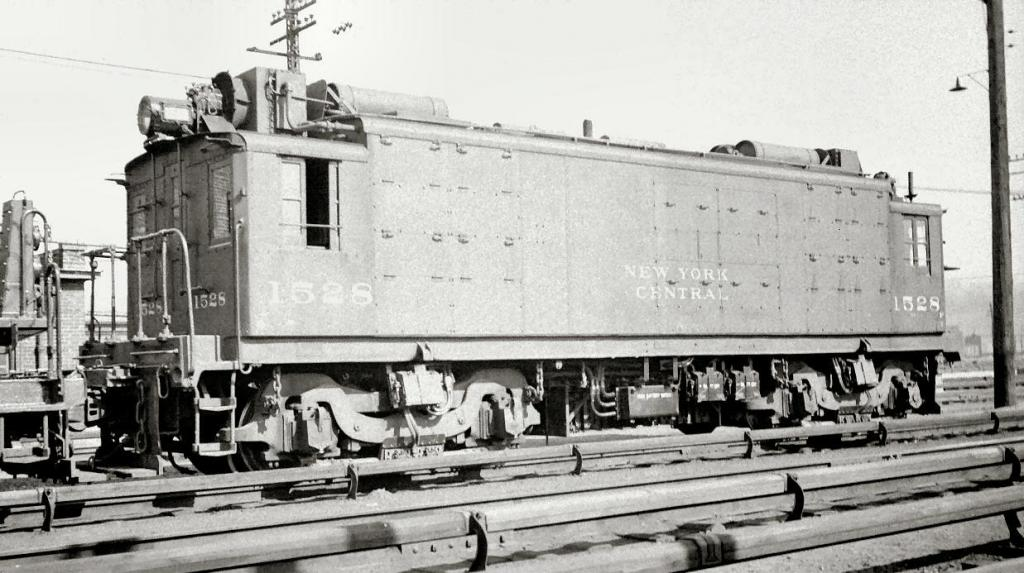
GE-Dreikraft-Boxcab-Lokomotive der New York Central

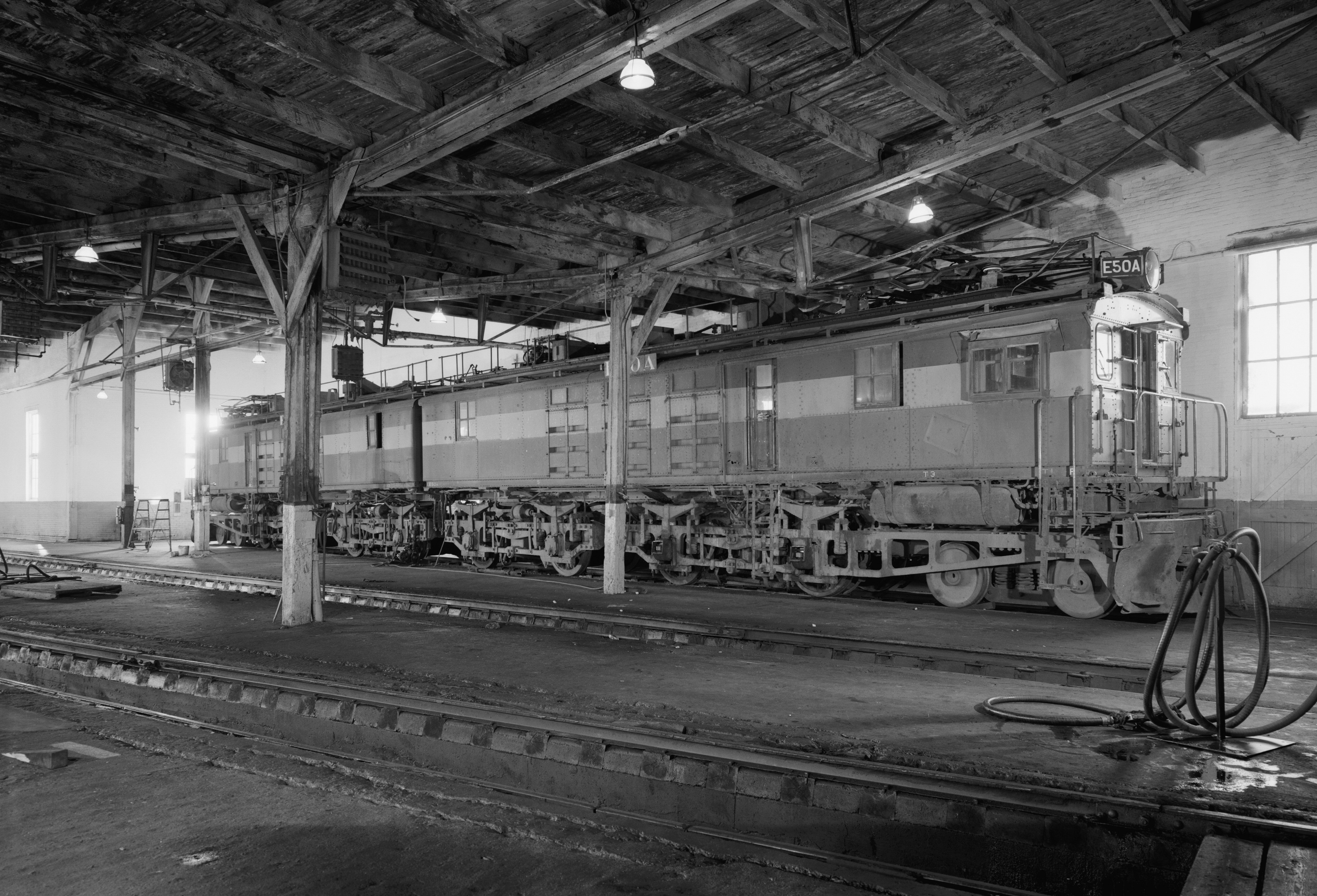
Elektrische Boxcab-Lokomotive EF-1 E50 der Milwaukee Road.

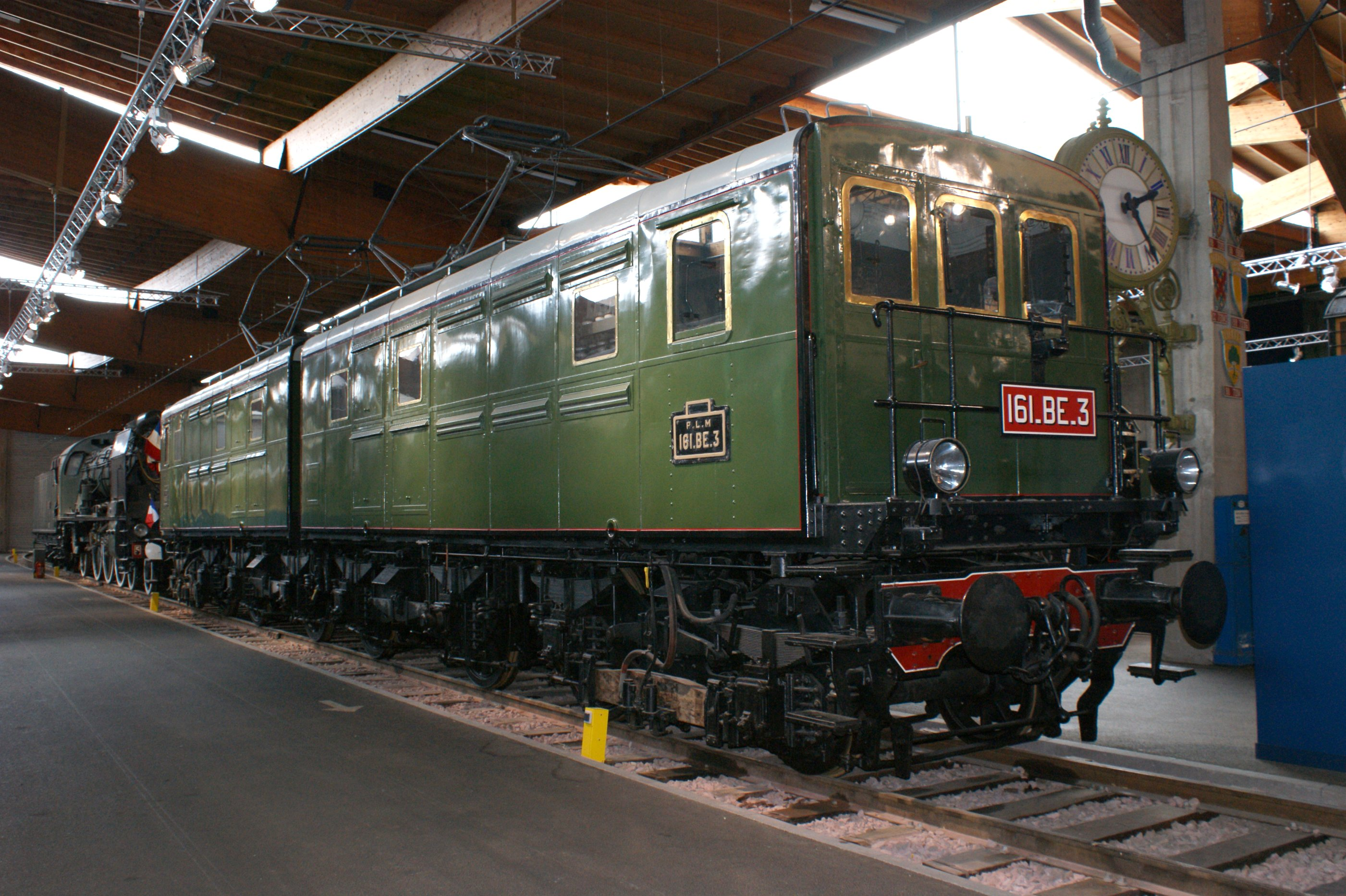
PLM 161 BE, Beispiel einer französischen Boxcab-Lokomotive

Eine Boxcab-Lokomotive, von englisch Box „Schachtel“ und Cab „Führerhaus“, ist eine Lokomotive mit einem quaderförmigen Aufbau ohne jegliche aerodynamische Gestaltung der Fahrzeugenden. Der Begriff ist vor allem in Nordamerika verbreitet, wo solche Lokomotiven in den 1910er und 1920er Jahren gebaut wurden. Die meisten Boxcab-Lokomotiven waren Diesel- oder Elektrolokomotiven, es gab aber auch einige Dampflokomotiven im Boxcab-Design.

## Diesellokomotiven
Die ältesten Lokomotiven in Boxcab-Ausführung mit Verbrennungsmotoren waren vier von 1913 bis 1915 an die Minneapolis, Northfield and Southern Railway gelieferte Lokomotiven mit Benzinmotoren. Die meisten Diesellokomotiven im Boxcab-Design entstanden vor dem Zweiten Weltkrieg. Sie wurden Oil-Electric Locomotives „öl-elektrische Lokomotiven“ genannt, damit das nach dem Ersten Weltkrieg unpopuläre deutsche Wort Diesel nicht verwendet werden musste.
Die erste größere Serie waren die ALCo-Boxcab-Lokomotiven – kleine Diesellokomotiven für den Rangierdienst in den Güterbahnhöfen von New York City. Sie wurden ab 1925 in Serie gebaut, nachdem der 1923 verabschiedete Kaufman Act den Einsatz von Dampflokomotiven innerhalb der Stadtgrenzen ab Januar 1926 verbot. Der Hersteller war ein Konsortium, bestehend aus American Locomotive Company (ALCo), General Electric (GE) und Ingersoll Rand (IR). GE lieferte die elektrischen Komponenten, ALCo den mechanischen Teil und IR den Dieselmotor. Die Kühlanlagen waren auf dem Dach angeordnet und anfänglich ungenügend, bis eine Zwangslüftung mit zwei elektrisch betriebenen Radiallüftern eingeführt wurde. 
ALCo verließ das Konsortium 1928 und entwickelte zusammen mit dem eigenen Dieselmotorhersteller McIntosh & Seymour Lokomotiven der Baureihe HH mit Endführerständen und Vorbauten. General Electric und Ingersoll Rand bauten weiter die GE-Boxcab-Lokomotiven. Einige Lokomotiven wurden für die New York Central Railroad als Mehrkraftlokomotiven gebaut. Die als GE three-power boxcab bezeichneten Lokomotiven konnten sowohl mit Dieselantrieb, mit Strom aus der dritten Schiene, wie auch mit Batteriebetrieb fahren. Letzterer wurde beim Rangieren in Fabrikhallen verwendet, wo keine Abgasemissionen zulässig waren. Der Elektrobetrieb diente für die Fahrt durch die Tunnels auf der Zufahrt zu New York. Diese Lokomotiven wurden auch für die Zustellung von Güterwagen auf der High Line eingesetzt.

## Elektrolokomotiven
Elektrolokomotiven in Boxcab-Ausführung wurden ab den 1910er Jahren eingesetzt. Sie kamen vor allem bei frühen elektrischen Bahnen in Nordamerika zum Einsatz, zum Beispiel bei der Pennsylvania Railroad, beim elektrischen Betrieb im Cascade-Tunnel der Great Northern Railway, bei der Milwaukee Road, der New York, New Haven and Hartford Railroad und der Virginian Railway. In Kanada wurden elektrische Boxcab-Lokomotiven auf den Strecken durch den Mont-Royal-Tunnel und den St. Clair-Tunnel eingesetzt.  
In Europa nutzten vor allem französische Bahnen Boxcab-Lokomotiven. Die Produktion erfolgte meist beim Hersteller Alstom, welchen die General Electric-Tochtergesellschaft Compagnie Francaise Thomson-Houston übernommen hatte.